# Odete
Odete (2005) é um filme português de João Pedro Rodrigues, a sua segunda longa-metragem de ficção. Caracteriza-se, tal como a sua primeira obra, O Fantasma, por incidir no tema da homossexualidade masculina e por um estilo acentuadamente melodramático. Foi produzido na produtora independente portuguesa Rosa Filmes.

## Sinopse
Numa noite, à porta de uma discoteca em Lisboa, dois rapazes, Pedro e Rui, beijam-se apaixonadamente. Namoram há um ano. Trocam alianças e fazem juras de amor. Pedro vai-se embora de carro e Rui entra na discoteca onde trabalha. Minutos mais tarde, Pedro tem um acidente de viação brutal. Rui, desesperado, corre até ele. Pedro morre-lhe nos braços. 
Sozinho, Rui sente-se perdido, sem esperança nem vontade de viver. Mas o amor de Pedro e Rui é eterno. Odete, patinadora, trabalha num hipermercado. Sonha ter um filho. Namora com Alberto, um segurança do hipermercado. Quando Odete insiste em engravidar, ele foge. Alberto não quer compromissos. Abandonada, Odete fica sozinha, encerrada num mundo de ilusões. O sonho de ter um filho transforma-se numa obsessão. 
Ao chegar a casa, Odete vê a mãe de Pedro que sai a chorar para o velório do filho. Odete mal conhecia Pedro, um vizinho do andar de cima, mas os seus destinos vão-se cruzar. Num estranho impulso, veste-se de preto e segue-a até à capela funerária. A tristeza do abandono de Alberto, fá-la chorar a morte de Pedro. Odete transfere para o corpo do morto a dor do desaparecimento de Alberto e deixa-se levar pela ilusão (Cit. Sinopse do produtor).

## Ficha sumária
- Argumento – João Pedro Rodrigues e Paulo Rebelo
- Produção – Rosa Filmesalização – João Pedro Rodrigues
- Fotografia – Rui Poças
- Ano – 2005
- Género: – Drama
- Formato – 35 mm cor
- Duração – 97’

## Elenco principal
- Ana Cristina de Oliveira - Odete
- Nuno Gil - Rui
- João Carreira - Pedro
- Teresa Madruga - Teresa
- Carloto Cotta - Alberto

## Festivais e prémios
- Festival de Cannes, França (2005) – Méntion Spécial Cinémas de Recherche
- Bogota Film Festiva, Colombia (2005) – Bronze Precolumbian Circle
- Festival Entre Vues de Belfort, França (2005) – Melhor Actriz (Ana Cristina de Oliveira)
- Festival do Rio, Rio de Janeiro, Brasil (2005)
- Festival de Milão, Itália (2006) – Menção Especial do Júri
- Bratislava International Film Festival, Eslováquia (2005) – Grande Prémio
- Mostra Internacional de Cinema de São Paulo, Brasil
- Bogota Film Festiva], Colombia (2005) – Golden Precolumbian Circle
- Caminhos do Cinema Português, Coimbra, (2006) – Melhor Longa-metragem
- Festival de Lagos, Portugal (2006) – Melhor Actriz Secundária (Teresa Madruga)
- Seattle International Film Festival, E.U.A. (2006) – Contemporary World Cinema
- Bangkok International Film Festival], Tailândia (2006)